# Пудоро
Пудоро (рус. Озеро Пудоро) језеро је на северу Тверске области, у европском делу Руске Федерације. Налази се на подручју Вишњеволочког рејона на ободу Валдајског побрђа и припада басену реке Мсте, односно реке Неве.
Површина језерске акваторије је 8,2 км², максимална дужина до 8,7 км, односно ширина до 1,5 км. Током просечног водостаја његова површина лежи на надморској висини од 158 метара. Максимална дубина језера је до 4 метра.
Протеже се у смеру северозапад-југоисток, а у централном делу се сужава и дели на два дела. Обале су доста ниске и местимично јако замочварене, те обрасле трском и другом мочварном вегетацијом.
У јетеро се улива неколико мањих водотока, углавном из суседних језераца, а највећа отока је речица Пујга (дужине 9,7 км) која га преко језера Тишидра повезује са басеном реке Мсте.